# Эта Центавра
Эта Центавра (лат. η Centauri) — звезда в южном созвездии Центавра. Обладает видимой звёздной величиной +2,35, видна невооружённым глазом. Звезда находится на расстоянии около 306 световых лет от Солнца. В традиционной китайской астрономии Эта Центавра известна как 庫樓二 (Вторая звезда Koo Low).
В рамках спектральной классификации звезда относится к классу B1.5 Vne, это означает, что она является звездой главной последовательности спектрального класса B. Индекс 'n' показывает, что вследствие быстрого вращения линии поглощения в спектре расширились. Проекция скорости вращения составляет около 330 км/c, полный оборот звезда совершает менее чем за сутки. Это Be-звезда, на это указывает индекс 'e', то есть звезда обладает переменностью излучения в спектральных линиях водорода. Источник такого излучения моделируется в виде диска газа, выброшенного звездой и теперь обращающегосяся по кеплеровской орбите вокруг центральной звезды. Также звезда обладает некоторой переменностью, её относят к переменным типа Гаммы Кассиопеи с несколькими периодами переменности. В Международном Индексе Переменных Звёзд Эту Центавра относят как к переменным типа Гаммы Кассиопеи, так и к переменным типа Лямбды Эридана.
Эта Центавра обладает массой, превышающей солнечную в 12 раз, вследствие чего звезда находится выше линии, разделяющей звезды, превращающиеся в конце эволюции в белый карлик, и те, что вспыхивают как сверхновые. Звезда излучает энергию, соответствующую 8700 светимостям Солнца, эффективная температура внешней части атмосферы составляет 25700 K. При этом звезда обладает бело-голубым оттенком, присущим звёздам спектрального класса B. По данным о собственном движении Эту Центавра относят к Верхней подгруппе Центавра — Волка в OB-ассоциации Скорпиона — Центавра, ближайшей к Солнцу ассоциации совместно движущихся массивных звёзд.